# Kyiv Post
Kyiv Post – anglojęzyczne ukraińskie medium założone w 1995. Jego pierwszym właścicielem był Amerykanin Jed Sunden. Obecnie jest nim Syryjczyk Adnan Kivan, właściciel KADORR Group.
W listopadzie 2021 zawieszono wydawanie papierowej wersji „Kyiv Post”. Wtedy też pracę straciło 50 dziennikarzy, z czego część z nich założyła „The Kyiv Independent”.